# Megasema tundrana
Megasema tundrana là một loài bướm đêm trong họ Noctuidae.